# 沙蠋科
沙蠋科（學名：Arenicolidae）是环节动物门多毛纲下的一个科。
一般人對牠們的認識在於牠們在沙灘上活動時所留下的一個個沙質「小線圈」。
沙蠋科在全球均有發現，但絕大多數都在北歐沿岸生活，大多生活在沙質底層挖的叫棲管的巢穴裡。
本科物種大多數以海床上沉積的有機物及碎屑為食，但亦有部份物種專吃藻類等微生物。

## 特點
與其他多毛綱的物種一樣，沙蠋科物種的身體呈拉長了的圓柱體，异律分节，大致可分為兩到三節。
头部不明显，口前葉沒有附肢或觸肢。有一個或兩個前段沒有剛毛。在其他部分，所有的剛毛不分枝。
從疣足退化而成的剛毛，分為有毛細管作用的移動肢和有前列腺鉤的神經剛毛。
体节部分和尾节部分有枝鰓组织。
除了Branchiomaldane屬的物種以外，其他沙蠋科的物種都不容易與其他多毛綱物種搞混。
牠們堅韌的角質層和其獨特的鰓區的高度簇絨化的鰓均為特點。

## 分類
本科物種的分類仍然有爭議。按WoRMS，現時本科包括下列七個屬：
- Abarenicola Wells, 1959
- Arenicola Lamarck, 1801
- Arenicolides Mesnil, 1898
- Branchiomaldane Langerhans, 1881
- Clymenides
- Eruca
- Protocapitella

根據Catalogue of Life和Dyntaxa，以下為本科物種的種系發生樹（Cladogram）：
| Arenicolidae | \| \| Abarenicola \| \| \| \| \| \| Arenicola \| \| \| \| \| \| Arenicolides \| \| \| \| \| \| Branchiomaldane \| \| \| \| \| \| Eruca \| \| \| \| |
|              | \| \| Abarenicola \| \| \| \| \| \| Arenicola \| \| \| \| \| \| Arenicolides \| \| \| \| \| \| Branchiomaldane \| \| \| \| \| \| Eruca \| \| \| \| |
|              | Abarenicola |
|              | |
|              | Arenicola |
|              | |
|              | Arenicolides |
|              | |
|              | Branchiomaldane |
|              | |
|              | Eruca |
|              | |

WoRMS根據1997年時的文獻，仍把本科列於多毛綱隐居亚纲之下的Scolecida下綱一支，目地位未定；另有其他分類把本科分到小头虫目 （Capitellida）。
這個在隐居亚纲之下的分成「Scolecida」及「Canalipalpata」兩大陣營分類法目前受到質疑，Zrzavý et al (2009) 透過分子支序學研究，以其他前人的研究為基礎，認為這兩個下綱依然是多系群。他們建議應把整個隱居亞綱重新分為兩大支序。按這個新的分類，沙蠋科將會屬於新的「terebelloid-capitelloid支序」的Capitellidae-Echiurida分支之下的小头虫目。

## 圖庫

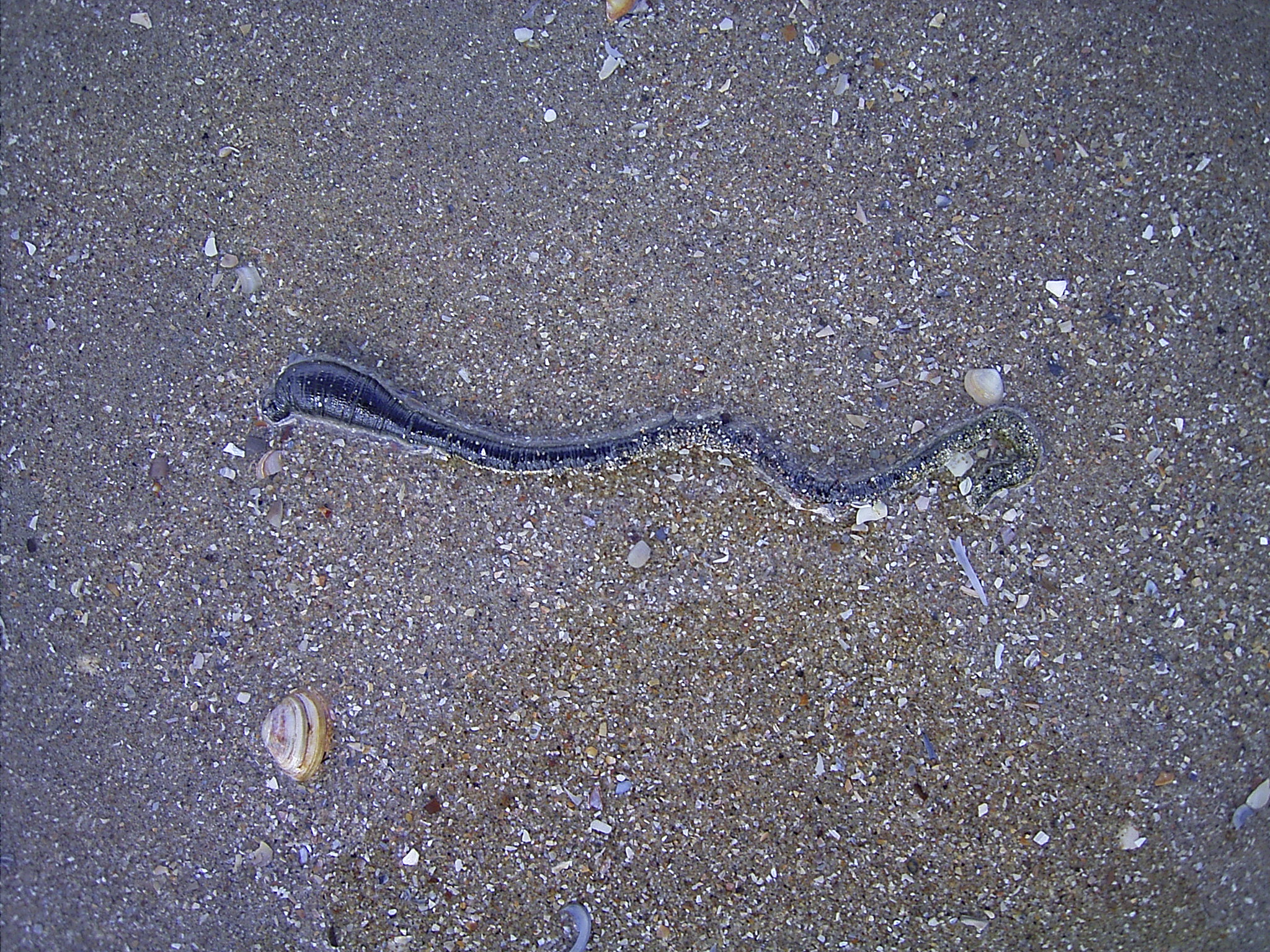
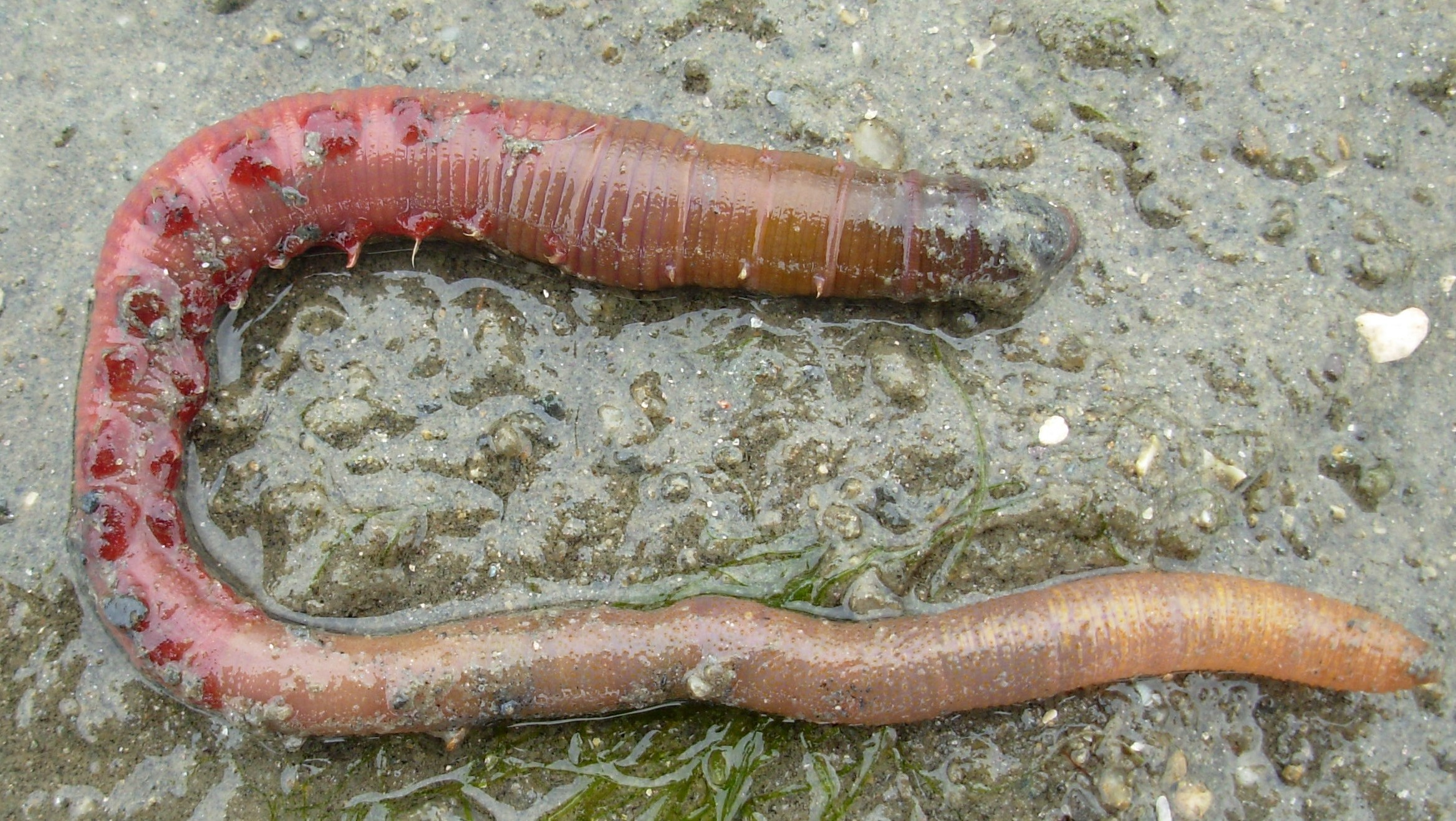
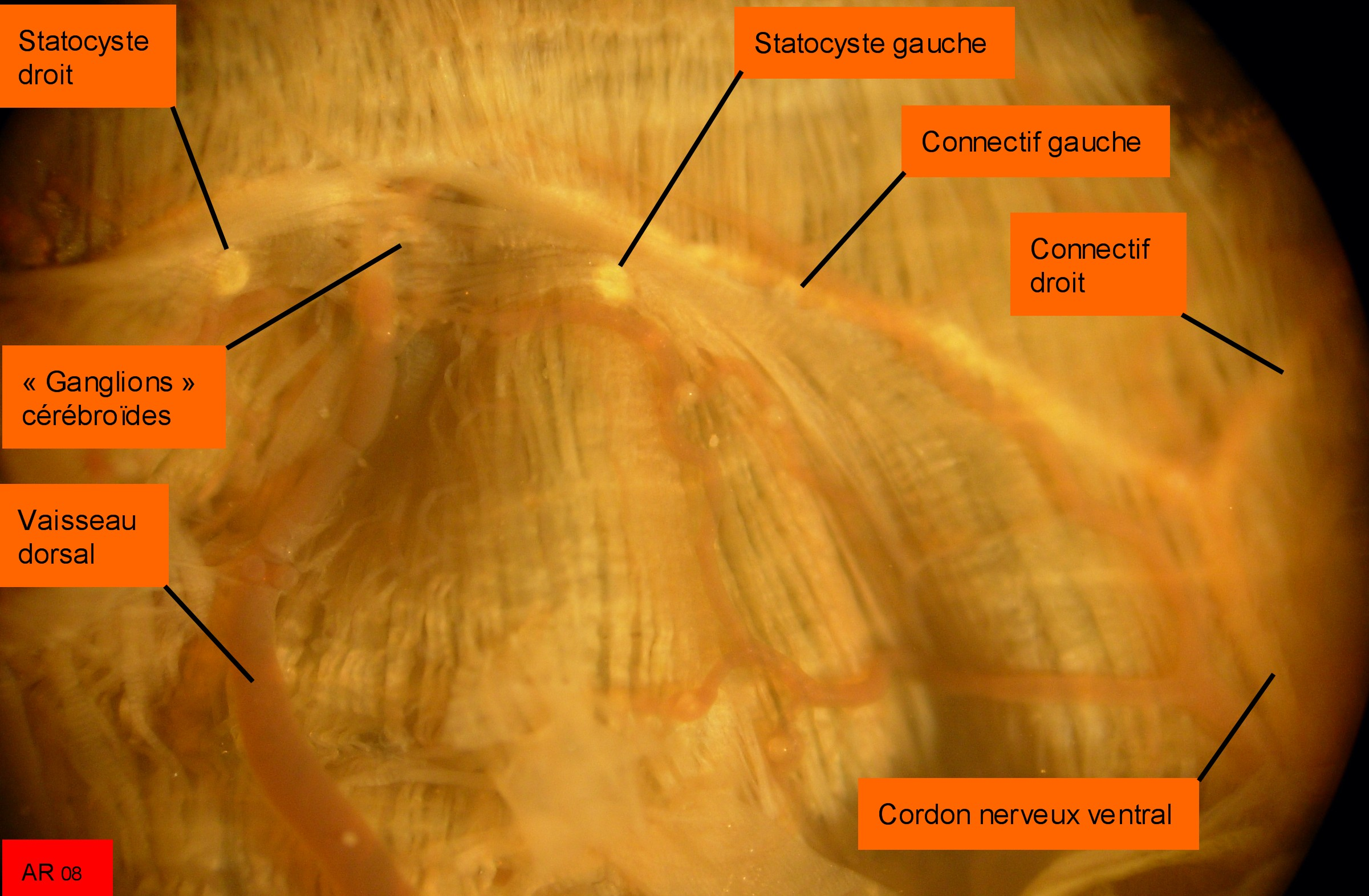
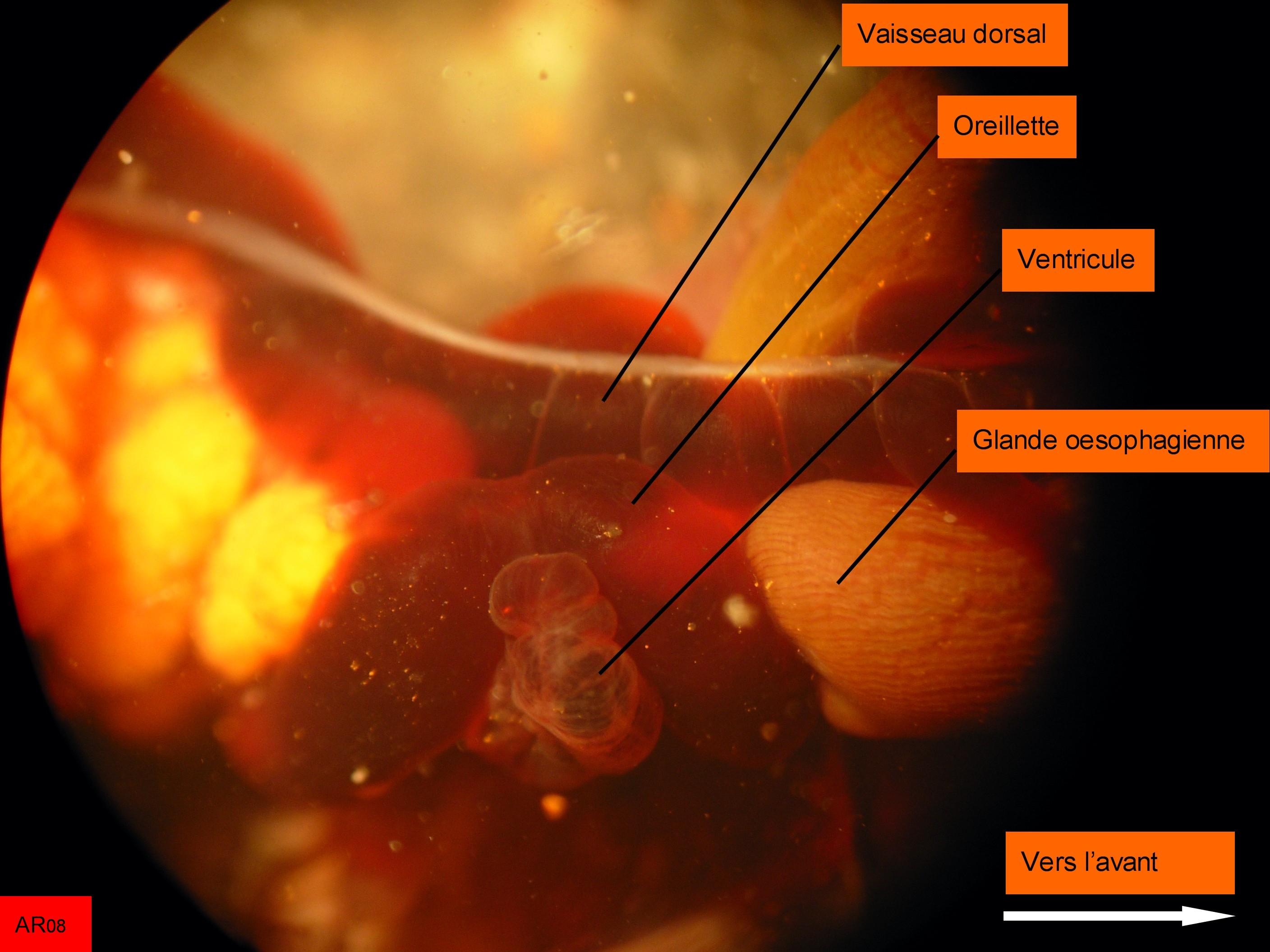
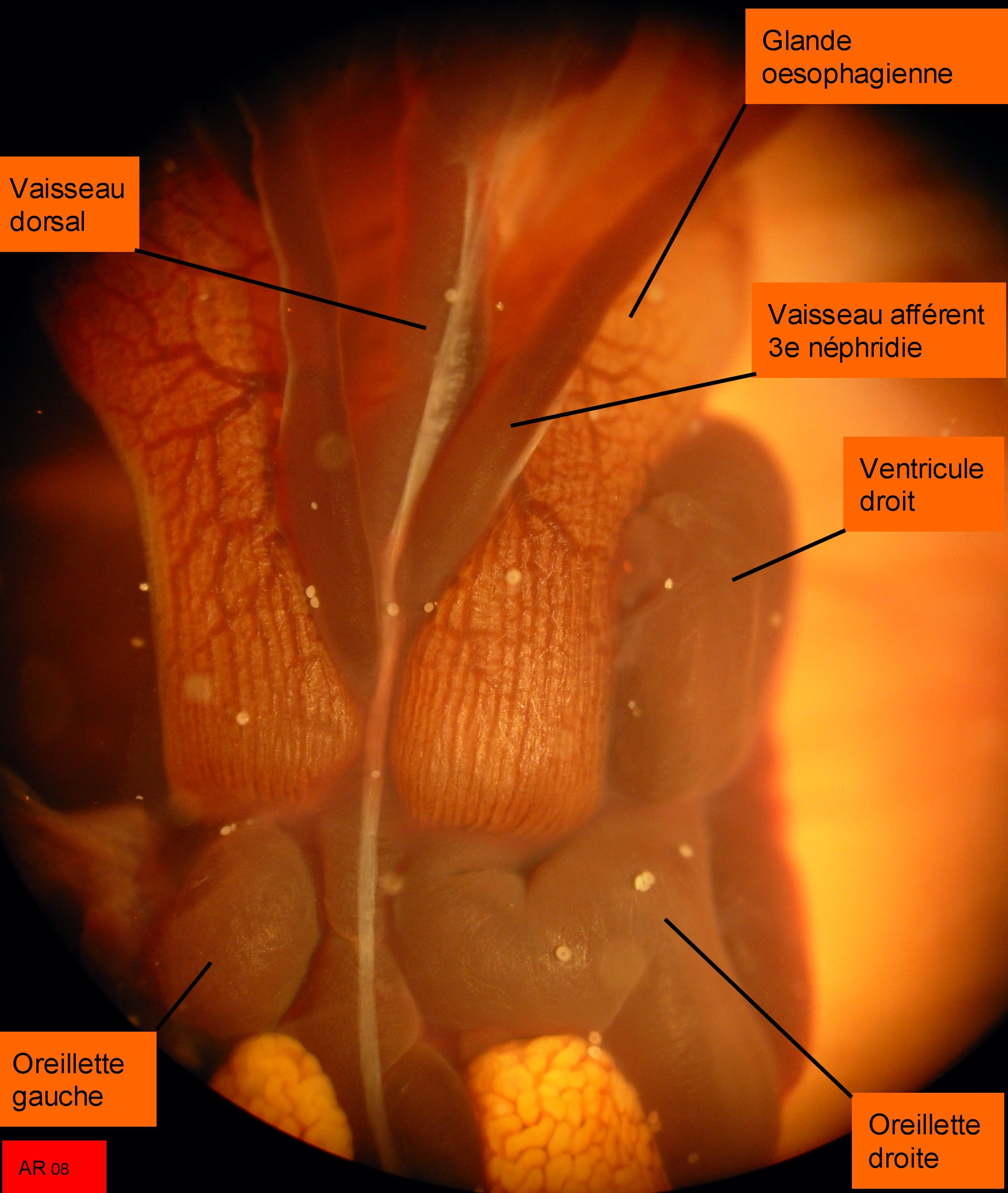
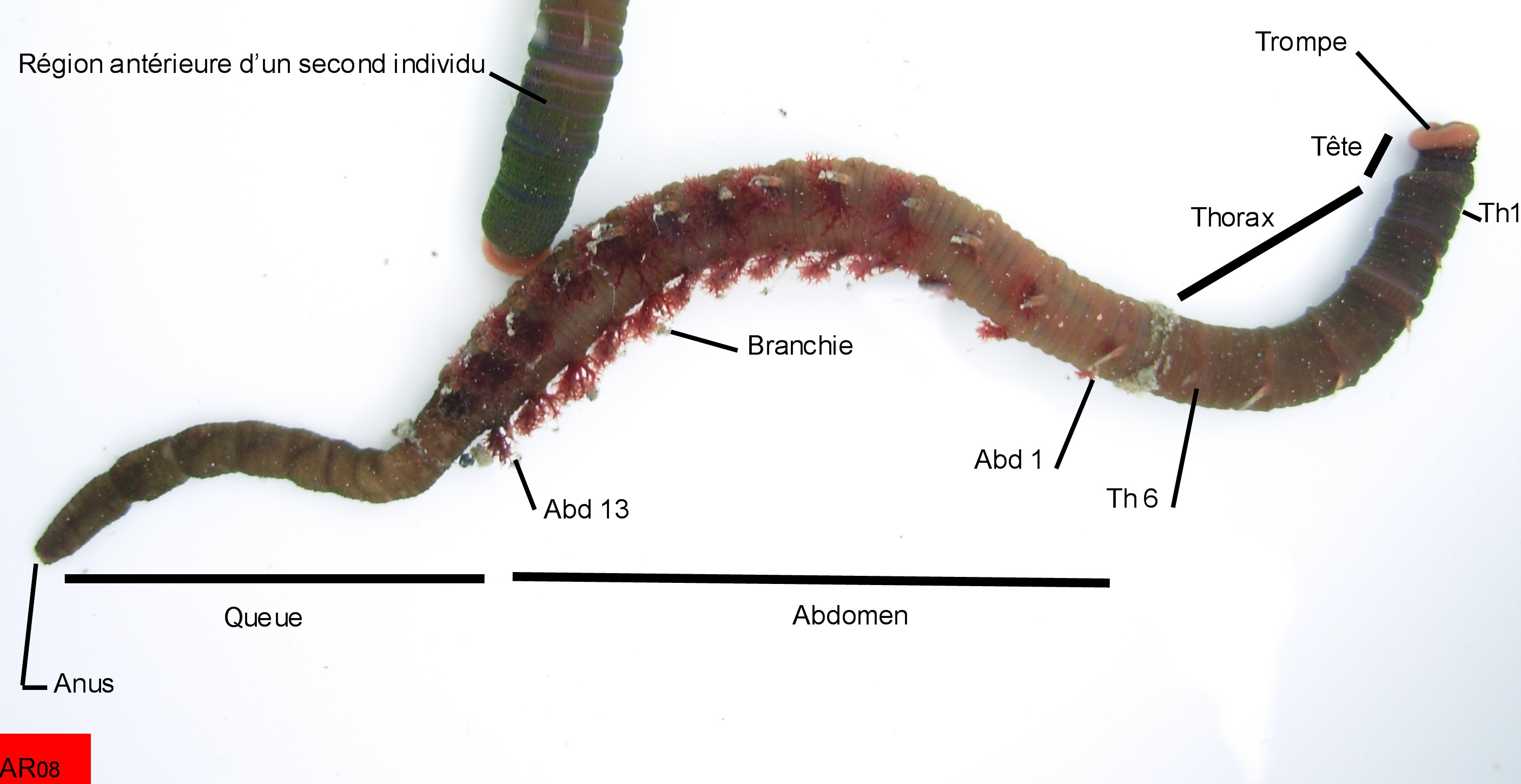

## 參看
- Arenicola marina
- Abarenicola pacifica
- 方格星蟲